# ساده (ملکه)
| z · A | d · h · Z1 |

| z · A | d · h · Z1 |

ساده یا سَده (انگلیسی: Sadeh) یک ملکه همسر در مصر باستان بود که در دوران حکمرانی دودمان یازدهم مصر زندگی می‌کرد. وی همسر درجه‌پایین‌تر فرعون منتوحتپ دوم بود. آرامگاه او (با شماره DBXI.7) و یک نیایشگاه کوچک تزئین‌شده در پشت بنای اصلی مجموعه معبد دیر البحری شوهرش کشف شد؛ در کنار آرامگاه‌های پنج زن دیگر به نام‌های عاشیت، هنحنت، کاویت، کِمسیت و مایت.
او و سه زن دیگر از این شش نفر دارای القاب سلطنتی بودند، و بیشترشان نیز کاهنه‌های ایزدبانو حاثور به‌شمار می‌آمدند. از این رو، احتمال دارد که دفن آن‌ها بخشی از آیین‌های وابسته به این الهه بوده باشد؛ اما این احتمال نیز مطرح است که آن‌ها دختران اشرافی بوده‌اند که پادشاه خواسته در نزدیکی خود نگه دارد و بر آن‌ها نظارت داشته باشد. القاب این ملکه عبارت بودند از: همسر محبوب پادشاه، زینت یگانه پادشاه و کاهنه حاثور.